# 20813 Aakashshah
20813 Aakashshah (2000 SB274) là một tiểu hành tinh vành đai chính được phát hiện ngày 28 tháng 9 năm 2000, bởi Nhóm nghiên cứu tiểu hành tinh gần Trái Đất phòng thí nghiệm Lincoln ở Socorro.|tựa đề=20813 Aakashshah|tác giả=|họ=|tên=|ngày=|website=|url lưu trữ=|ngày lưu trữ=|ngày truy cập=}}</ref>